# Анарак
Анарак (на персийски: انارك) е град в централен Иран, в остан Исфахан, шахрестан Наин, администрациен център на бахш Анарак.
Градът е заобиколен от руините на една стара стена и три кули, които са построени преди около 100 години, за да пази Хосейн Каши и негови бандитите.
Има малко земеделие в този район, но има много мини, разположени в близост до Анарак. Този район е богат на много природни ресурси (мед, въглища, олово, никел, антимон, барит, цинк).
Хората в Анарак говорят на диалект, наречен Анараки.